# یواس‌اس رابینسون (دی‌دی-۸۸)
یواس‌اس رابینسون (دی‌دی-۸۸) (به انگلیسی: USS Robinson (DD-88)) یک کشتی بود که طول آن ۹۵٫۸۱ متر (۳۱۴٫۳ فوت) بود. این کشتی در سال ۱۹۱۸ ساخته شد.